# Litworowy Szczyt
Litworowy Szczyt (słow. Litvorový štít, niem. Litvorovyspitze, dawniej Wagnerspitze, węg. Litvorovy-csúcs, dawniej Wagner-csúcs) – zwornikowy szczyt o wysokości 2421 m n.p.m. położony na terenie Słowacji w głównej grani Tatr.
Od Litworowego Szczytu główna grań Tatr prowadzi początkowo w kierunku południowym, później w południowo-wschodnim przez Litworową Przełęcz do Zadniego Gerlacha (Zadný Gerlach), zaś w kierunku wschodnim przez Wielicką Przełęcz na Wielicki Szczyt (Velický štít) i dalej przez Polski Grzebień (Poľský hrebeň) do Małej Wysokiej (Východná Vysoká).
W kierunku północno-zachodnim i zachodnim od szczytu odchodzą dwa duże filary, oddzielające górne piętra Doliny Litworowej (Litvorová kotlina) i Doliny Kaczej (Kačacia dolina). Filar zachodni odchodzi bezpośrednio od głównego wierzchołka. Na północny wschód on najwyższego punktu masywu Litworowego Szczytu położony jest Litworowy Zwornik, od którego odchodzi filar północno-zachodni z sześcioma Litworowymi Mnichami, oznaczonymi rzymskimi cyframi od I do VI. Pomiędzy tymi dwoma filarami opada w stronę Zielonego Stawu olbrzymia żlebowa depresja – Litworowe Koryto.
Grań główna na odcinku zawierającym Litworowy Szczyt graniczy z systemem Doliny Białej Wody (Bielovodská dolina) (do niego należą doliny Kacza i Litworowa) oraz z Doliną Wielicką (Velická dolina).
Nazewnictwo Litworowego Szczytu pochodzi od położonej poniżej jego Doliny Litworowej. Dawniej wraz z Wielickim Szczytem określany był zbiorczym określeniem Wysokie Gerlachowskie – z uwagi na ich położenie w pobliżu Gerlacha. Niemiecka i węgierska nazwa szczytu upamiętniały Wilhelma Wagnera, działacza sekcji śląskiej MKE, nie zyskały jednak popularności. Wcześniejsze pomiary określały wysokość szczytu na 2431 m, 2423 m lub 2413 m.

## Historia
Pierwsze znane wejścia:
- August Otto i Pavel Čižák, 12 sierpnia 1897 r. – letnie
- Károly Fodor, Lajos Károly Horn i Jenő Serényi, 11 kwietnia 1909 r. – zimowe[4].

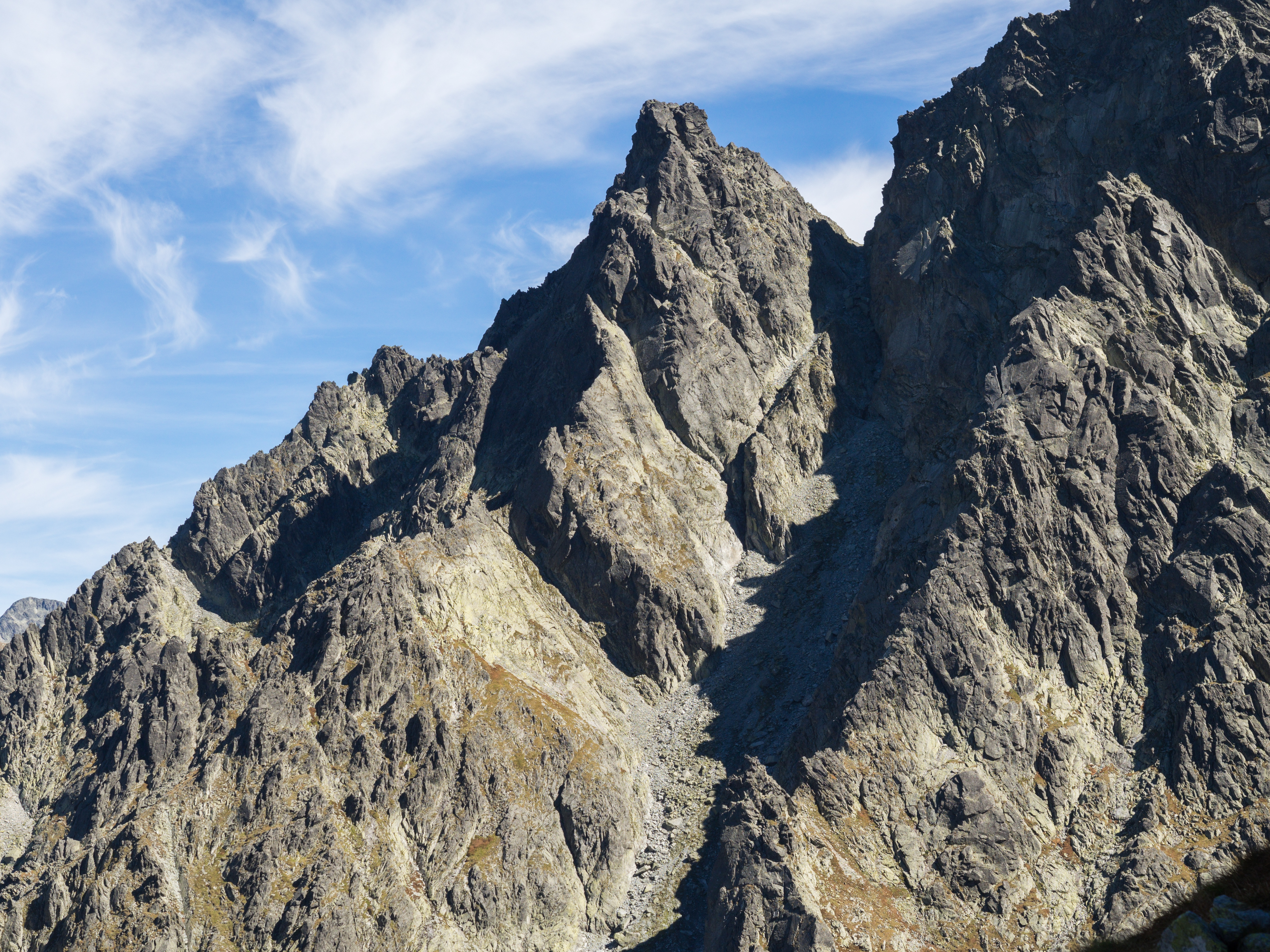
Litworowy Szczyt i Litworowa Przełęcz – widok z południowego zachodu